# Guggernellgrat
Guggernellgrat är en bergstopp i Schweiz.   Den ligger i regionen Albula och kantonen Graubünden, i den östra delen av landet, 170 km öster om huvudstaden Bern. Toppen på Guggernellgrat är 2 810 meter över havet, eller 252 meter över den omgivande terrängen. Bredden vid basen är 5,3 km.
Terrängen runt Guggernellgrat är bergig åt sydväst, men åt nordost är den kuperad. Närmaste större samhälle är Davos, 16,1 km nordost om Guggernellgrat. 
I omgivningarna runt Guggernellgrat växer i huvudsak barrskog. Runt Guggernellgrat är det mycket glesbefolkat, med 3 invånare per kvadratkilometer.